# Praça Vörösmarty

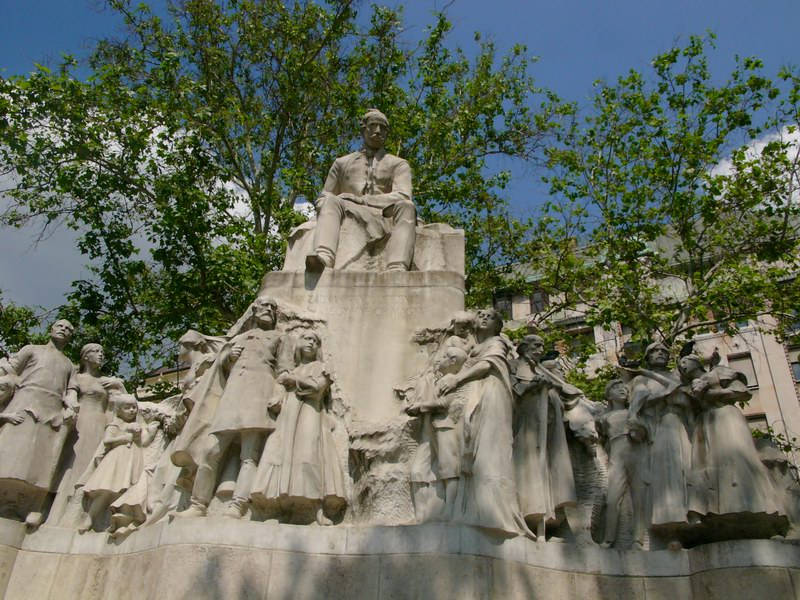
Estátua de Mihály Vörösmarty na praça homónima, em Budapeste

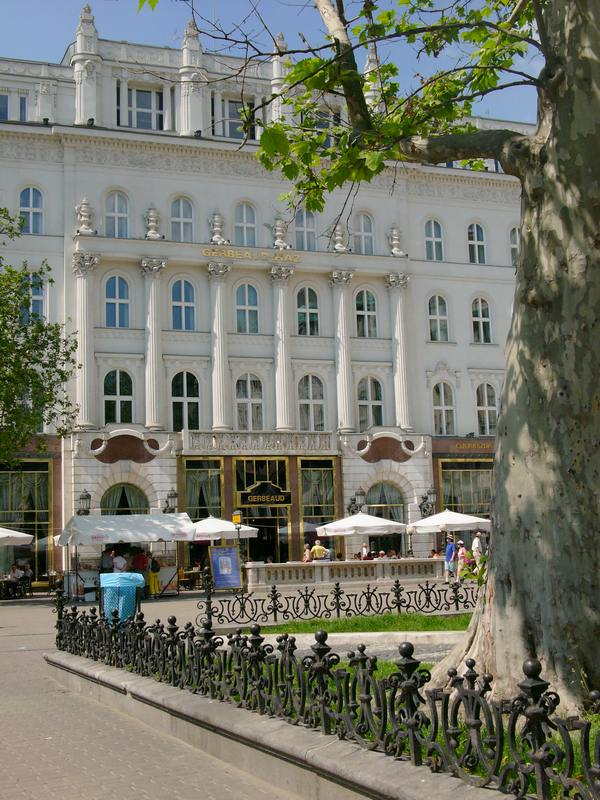
O Café Gerbeaud na praça Vörösmarty, em Budapeste

Vörösmarty tér (em português, praça Vörösmarty) é uma pequena e concorrida praça no centro de Budapeste no final da Váci utca, antigamente conhecida como Gizella tér.
No centro da praça e voltada para oeste está uma estátua do poeta húngaro Mihály Vörösmarty, cujo pedestal se transformou em ponto de encontro dos budapestenses. Atrás do monumento há um pequeno parque vedado e uma fonte rodeada por leões de pedra.
Na parte norte da praça fica o famoso Café Gerbeaud e as escadas que dão acesso à estação Vörösmarty tér do Metropolitano de Budapeste.
O comércio da praça é composto por cafés e restaurantes servindo principalmente turistas. Também aí ficam as representações da Ibusz e da Aeroflot, além da embaixada britânica na Hungria.